# Salih Sulajman (sztangista)
Salih Muhammad Sulajman, Saleh Mohamed Soliman (arab. صالح محمد سليمان, ur. 24 czerwca 1916 w Tancie) – egipski sztangista. Srebrny medalista olimpijski z Berlina.
Zawody w 1936 były jego jedynymi igrzyskami olimpijskimi. Zajął drugie miejsce w wadze piórkowej, wyprzedził go Amerykanin Anthony Terlazzo.